# Ho soffrito per te/A me mi piace il mare
Ho soffrito per te/A me mi piace il mare è il primo singolo del duo italiano Cochi & Renato, pubblicato nel 1966.

## Descrizione
Singolo di debutto del duo comico, prodotto da Enzo Jannacci, contiene la canzone Ho soffrito per te, non inclusa in nessun album successivo, ma apparsa solamente in alcune compilation. Il lato B, A me mi piace il mare, compare invece in diversi album, fin da quello d'esordio Una serata con Cochi & Renato.
Il disco è stato pubblicato nel 1966 in una sola edizione dall'etichetta discografica Jolly Hi-Fi Records in formato 7" con numero di catalogo J20379X45.

## Tracce
1. Ho soffrito per te (Cochi Ponzoni, Enzo Jannacci, Marcello Marchesi, Renato Pozzetto)
2. A me mi piace il mare (Cochi Ponzoni, Enzo Jannacci, Renato Pozzetto)

## Crediti
- Cochi Ponzoni - voce, chitarra
- Renato Pozzetto - voce, chitarra
- Enzo Jannacci - direzione d'orchestra, produzione